# Congrégation de Beuron

Blason de la commune de Beuron

La congrégation de Beuron est une union d'abbayes et de prieurés de l'ordre de Saint-Benoît, faisant partie des 21 congrégations de la confédération bénédictine. Elle regroupe la plupart des maisons bénédictines masculines et féminines de langue allemande devant la congrégation bénédictine de Bavière, exclusivement masculine. Elle est placée sous la protection de saint Martin de Tours.

## Histoire
La congrégation prend son origine à l'abbaye de Beuron (Erzabtei St. Martin zu Beuron) fondée en 1863 dans le Bade-Wurtemberg. Après avoir fondé l'abbaye de Maredsous en Belgique en novembre 1872, Beuron crée avec cette dernière une congrégation, c'est-à-dire une association, ratifiée par le Saint-Siège en 1873. Les moines de Beuron doivent partir de leur abbaye pendant la période du Kulturkampf de Bismarck obligeant les congrégations à quitter l'Empire allemand. Ils en profitent pour fonder deux maisons en Styrie et à leur retour consolident l'implantation bénédictine en Allemagne : refondation de l'abbaye de Maria Laach en 1892, fondation de l'abbaye de Gerleve en 1899, de l'abbaye de Neresheim en 1919, refondation de l'abbaye de Weingarten en 1922 et de l'abbaye de Neuburg en 1926, etc. Les dernières fondations sont celles de Tholey en 1949 en Sarre et du prieuré de Nütschau en 1951 dans le Schleswig-Holstein (par l'abbaye de Gerleve).
La congrégation est active aussi en dehors d'Allemagne et fonde, en plus des premières implantations d'Autriche et de Belgique, plusieurs maisons au Brésil, au Portugal, au Japon et en Terre sainte (Abbaye de la Dormition de Jérusalem en 1906), mais ces abbayes se séparent, souvent pour des raisons politiques, de la congrégation-mère au cours du XXe siècle.

## Abbayes féminines

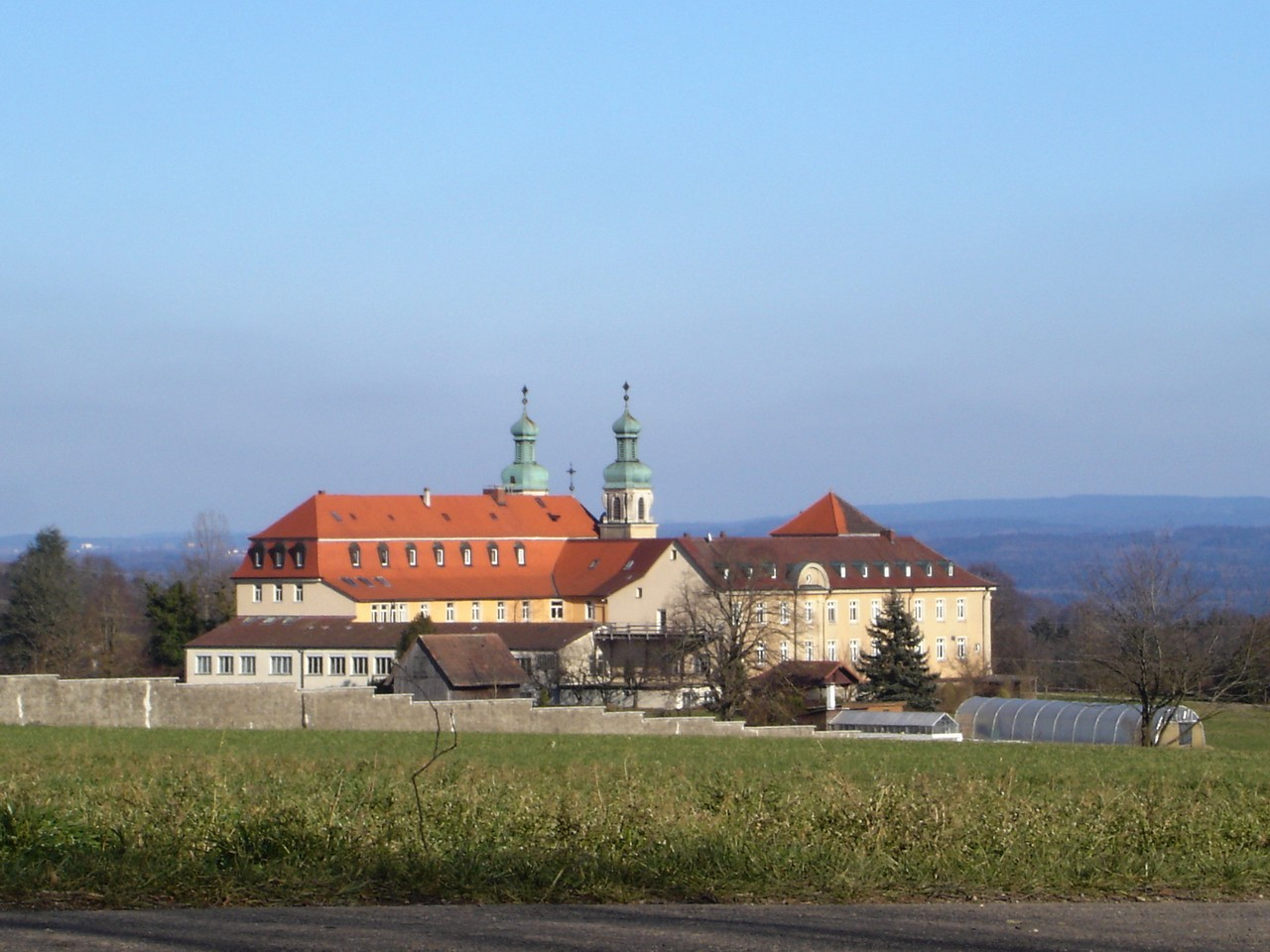
Abbaye Sainte-Érentrude

L'abbaye Saint-Gabriel de Prague (fondée en 1889) fut la première communauté féminine à rejoindre la congrégation de Beuron. Lorsque les populations germanophones durent quitter le pays après la Première Guerre mondiale, les religieuses se replièrent en 1920 à l'abbaye de Bertholdstein en Styrie. D'autres abbayes féminines s'agrègent à Beuron : Maredret en Belgique (1893), Sainte-Hildegarde dans le Limbourg (1904), Sainte-Érentrude en Souabe (1924). Les dernières à la rejoindre sont l'abbaye d'Engelthal (1965) et l'abbaye de Marienrode (1988).

## Gouvernement de la congrégation
La congrégation était gouvernée à l'origine par l'abbé de Beuron, avec un certain centralisme. Depuis 1936, un chapitre général élit l'abbé de la congrégation, donnant plus de latitude dans l'organisation de chaque maison.
Le chapitre général, regroupant les abbés et les abbesses des vingt maisons ainsi que des représentants élus, se réunit tous les six ans.

## Liste des maisons affiliées à la congrégation de Beuron
Par ordre d'agrégation :

### Bénédictins

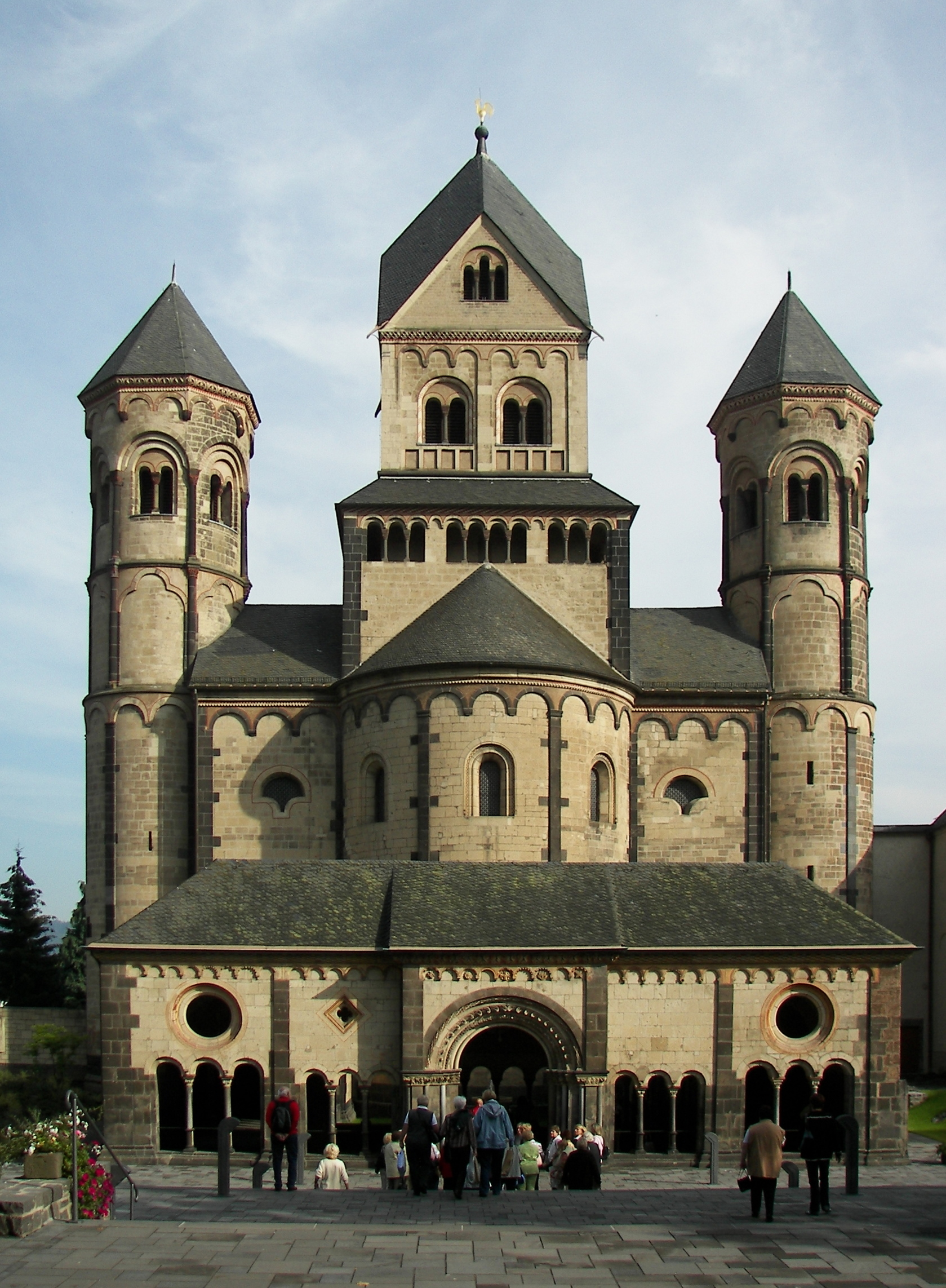
Abbaye de Maria Laach

- Abbaye de Beuron, vouée à saint Martin (Bade-Wurtemberg)
- Abbaye de Seckau, vouée à Notre-Dame, (Styrie, Autriche)
- Abbaye de Maria Laach, vouée à Notre-Dame (Rhénanie-Palatinat)
- Abbaye de Gerleve, vouée à saint Joseph (Westphalie)
- Abbaye de Neresheim, vouée à saint Ulrich et à sainte Afre (Bade-Wurtemberg)
- Abbaye de Neuburg, vouée à saint Barthélemy (Bade-Wurtemberg)
- Abbaye de Tholey, vouée à saint Maurice (Sarre)
- Prieuré de Nütschau, voué à saint Ansgar (Schleswig-Holstein)

Anciennes abbayes
- Abbaye de Grüssau-Wimpfen (Bade-Wurtemberg)
- Abbaye de Weingarten (Bade-Wurtemberg)

### Bénédictines

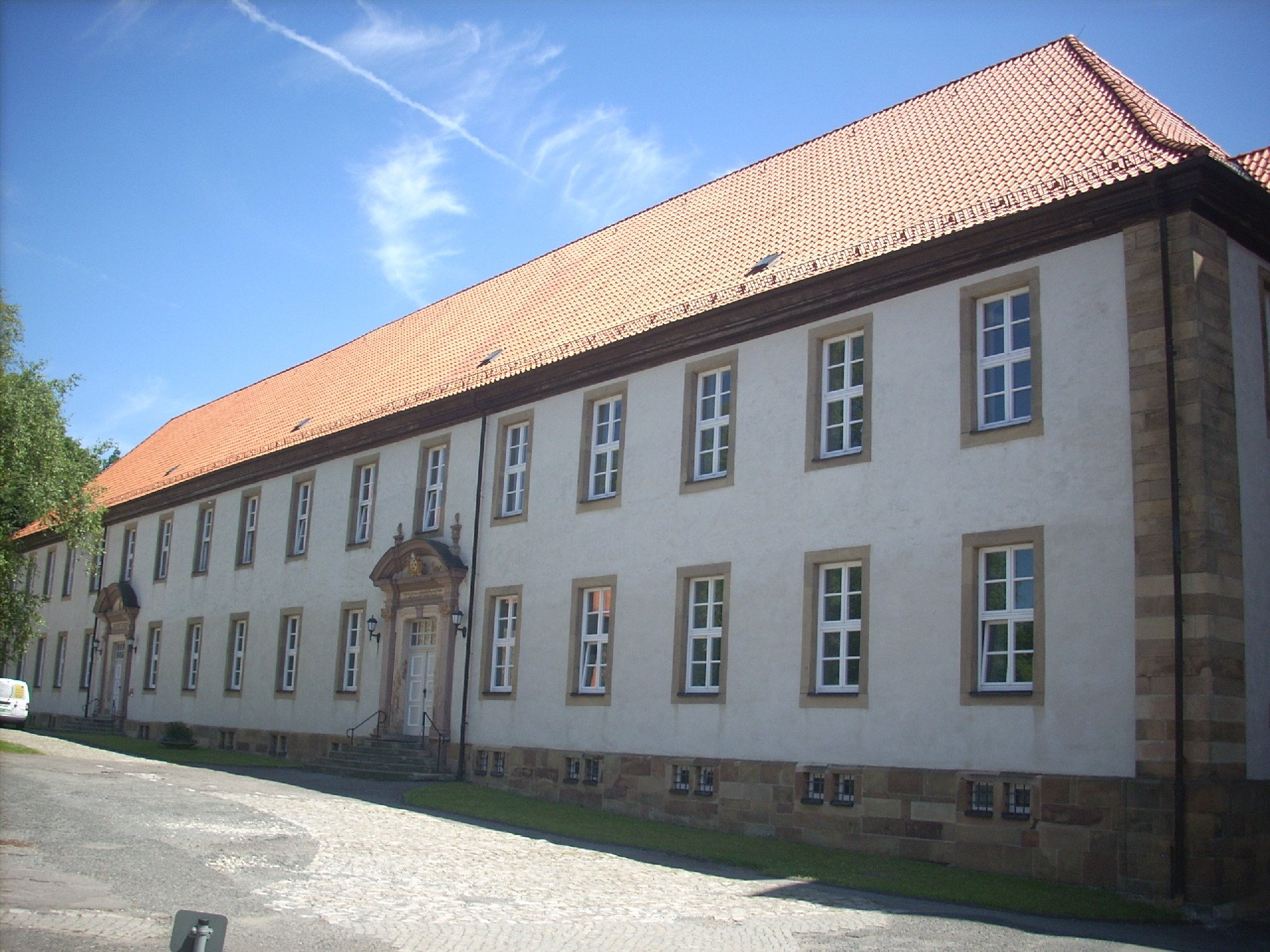
Prieuré de Marienrode

- Abbaye Sainte-Hildegarde d'Eibingen (Hesse)
- Abbaye de Herstelle, vouée à la Sainte-Croix (Westphalie)
- Abbaye Sainte-Érentrude de Kellenried, vouée à sainte Érentrude de Salzbourg (Bade-Wurtemberg)
- Abbaye d'Engelthal, vouée à Notre-Dame (Hesse)
- Abbaye de la Sainte-Croix (Säben/Sabiona, Tyrol du Sud, province de Bolzano, Italie)
- Abbaye de Varensell, voué à Notre-Dame (Westphalie)
- Abbaye Sainte-Marie de Fulda (Hesse)
- Prieuré de Marienrode (Basse-Saxe)
- Prieuré Notre-Dame (Åsebakken) (Danemark)